# خالد الأتاسي
خالد الأتاسي (1253 هـ ـ 1326 هـ/ 1837 م ـ 1908 م) هو فقيه حنفي شامي من عائلة الأتاسي الحمصية، تولى منصب مفتي حمص، وكان نائبًا لحمص وحماة في مجلس المبعوثان العثماني، وهو والد رئيس الجمهورية السوري هاشم الأتاسي.

## حياته
ولد محمد خالد بن محمد بن عبد الستار الأتاسي الحمصي في مدينة حمص في أسرة تولت مناصب القضاء والإفتاء والتدريس، وتلقى ي العلم على يد عميه المفتي سعيد الأتاسي والشيخ أمين الأتاسي، ولكنه لم يدرك جده الشيخ المفتي عبد الستار الأتاسي، إلا أنه روى الحديث عن والده المفتي محمد الأتاسي وعن عمه سعيد الأتاسي.
تولى خالد الأتاسي منصب الإفتاء لمدينة حمص خلفًا لأبيه المفتي محمد الأتاسي، الذي توفي سنة 1879.
كان خالد الأتاسي يملك موهبة ارتجال الشعر، وله شروح فقهية ورسائل تتعلق بالأوقاف.
كان الأتاسي أول من خاض معترك السياسة من آل الأتاسي، وأول نائب من الأتاسيين، إذ انتُخب سنة 1876 عضوًا بمجلس المبعوثان (المجلس النيابي للخلافة العثمانية) عن متصرفية حمص وحماة، حيث اشتهر بخطبه ومداخلاته، قبل أن يعطل السلطان عبد الحميد الثاني هذا المجلس بعد أحد عشر شهرًا من تأسيسه.

## أسرته
تزوج الأتاسي مرتين:
- الأولى مرة من الشريفة رقية السيد سليمان بنت محمد بن إبراهيم بن صالح بن السيد سليمان الأتاسي، سليلة بني عمه من آل السيد سليمان الأتاسيين، وكانت أم أولاده السادة خليل أفندي وهاشم بك ومظهر أفندي وعبد الهادي أفندي.
- والثانية من سيدة من آل السباعي الأدارسة، الذين كانوا من أهل العلم والإفتاء والقضاء في حمص، ومنها كان أولاده السادة محمد أبو الخير أفندي والشيخ العلامة محمد طاهر أفندي ومحمد أبو النصر أفندي وعبد الكريم أفندي.[1]

تولى ابنه الشيخ محمد الطاهر منصب الإفتاء في حمص من بعده طوال ستة وعشرين عامًا، كما تبوأ ابنه هاشم زعامة الحركة الوطنية في سورية، وتولى منصب رئاسة الجمهورية السورية عدة مرات.
وقد حرص الأتاسي على تلقين أولاده العلوم الشرعية والفقهية، إلى جانب تلقيهم العلوم المعاصرة واللغات الأجنبية والمناهج الحديثة، ولذلك أوفد معظمهم للدراسة في دمشق وبيروت وإسطنبول لمتابعة دراساتهم العالية.

## وفاته
توفي خالد الأتاسي في حمص في 16 شعبان 1326 هـ (تشرين الأول/أكتوبر 1908 م)، ودُفن في مقبرة الأسرة الأتاسية في حمص.